# Cosmopolitan (cocktail)
Pour les articles homonymes, voir Cosmopolitan.
Le Cosmopolitan (ou Cosmo) est un cocktail de couleur rose, classique des cocktails officiel de l'IBA, à base de vodka, de triple sec, de citron vert, et de jus de canneberge,.

## Description
Cocktail léger, alcoolisé, fruité, de couleur rose attrayante, il connait un succès féminin international (Girl drinks)[réf. nécessaire]. Son nom fait référence au Cosmopolitisme Universel.

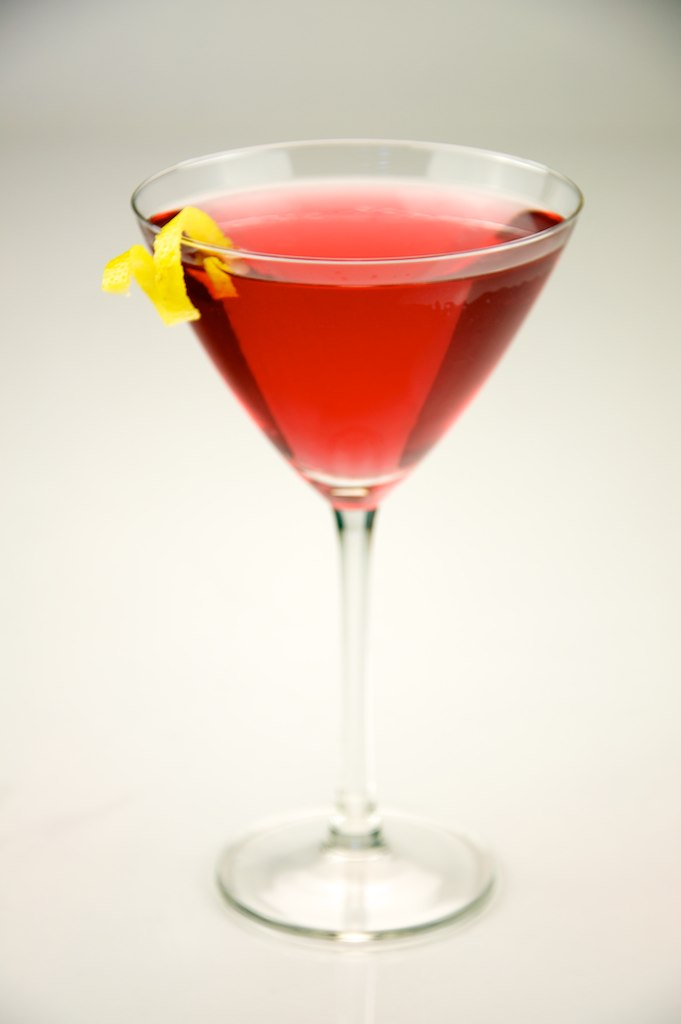
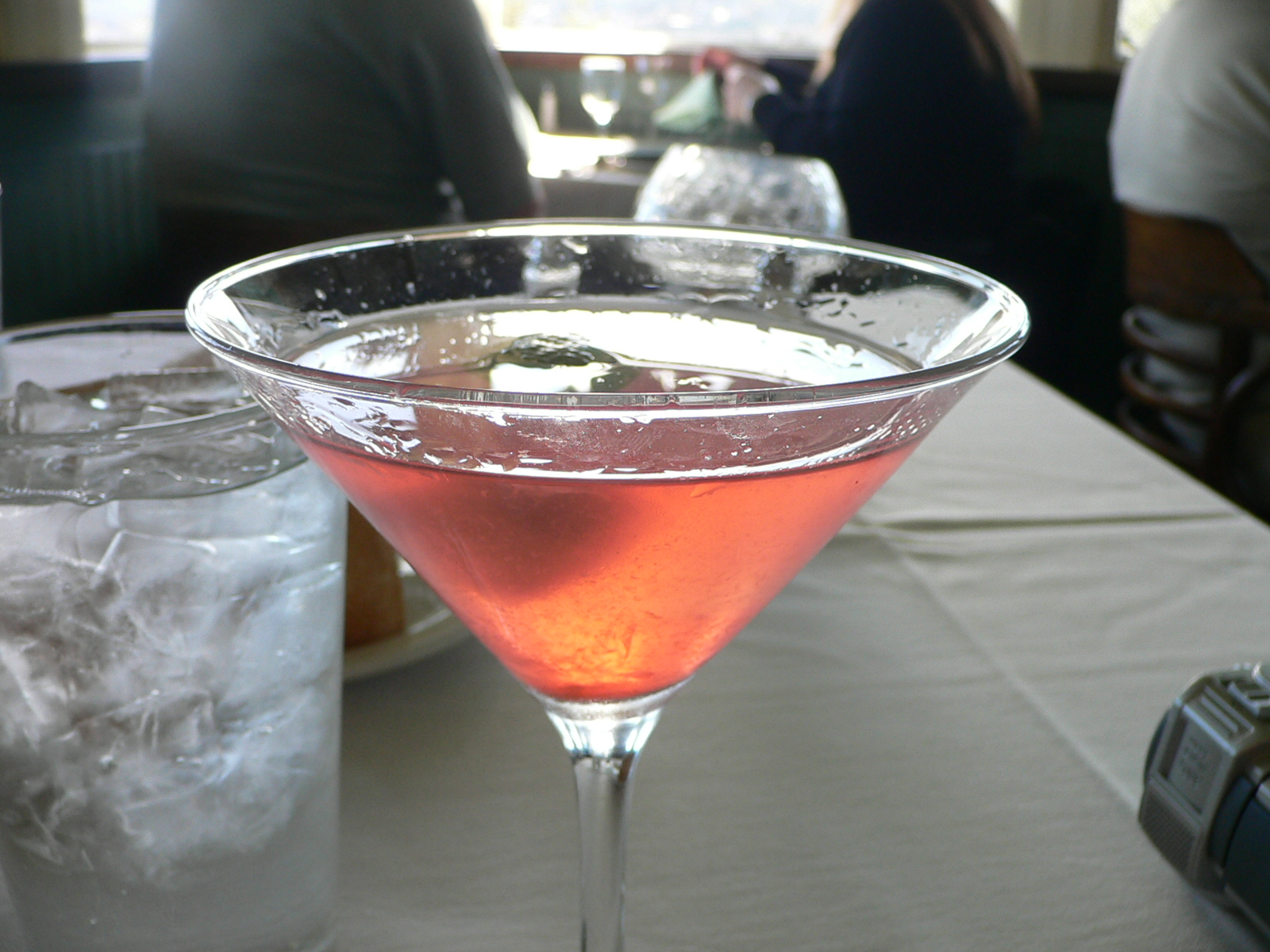
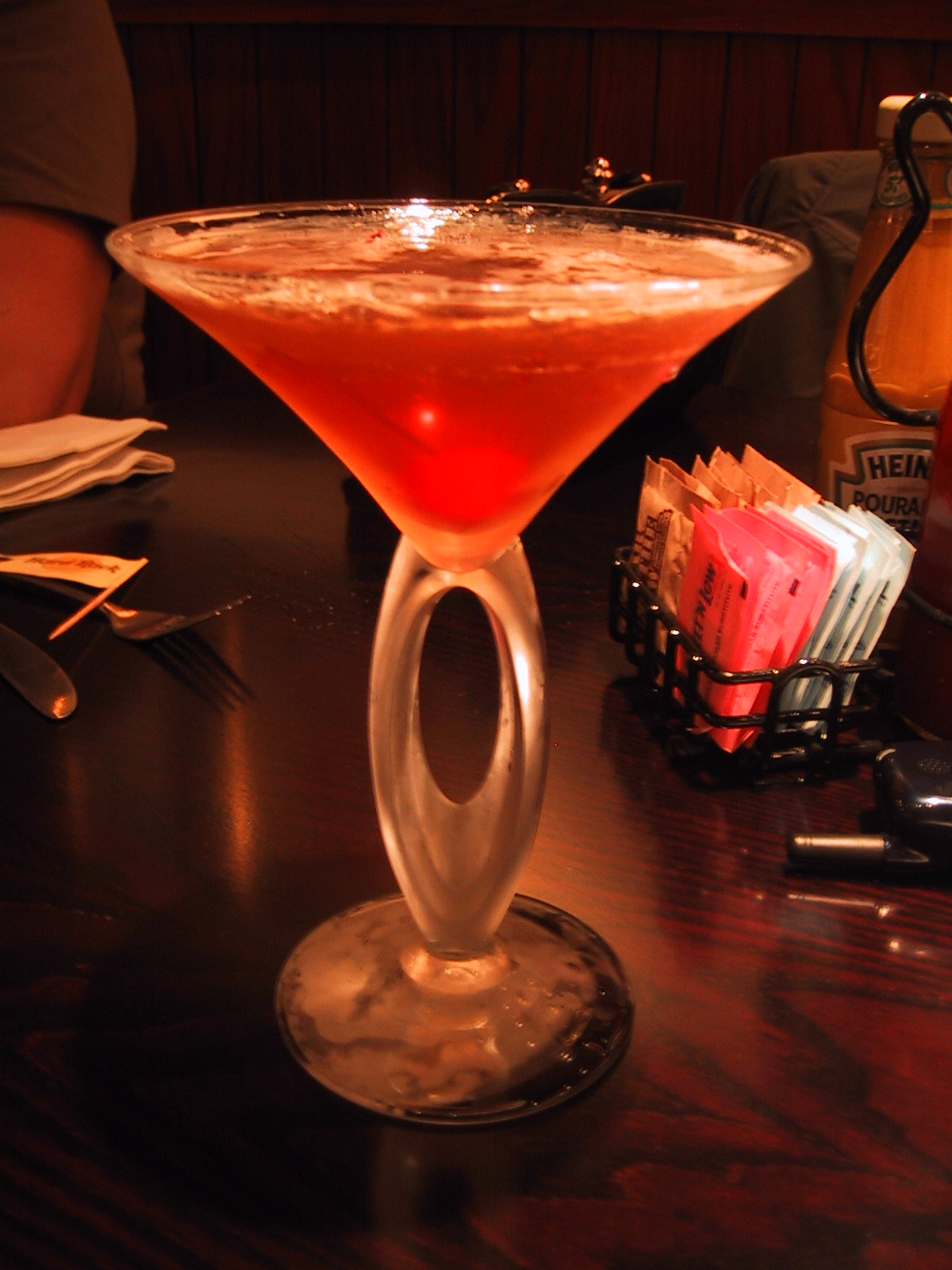
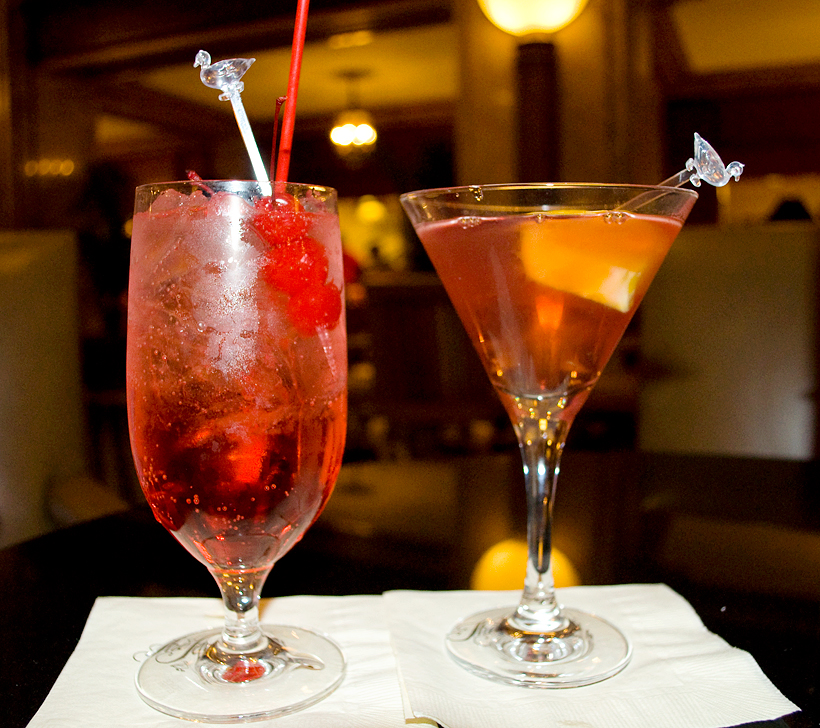

Sa recette est une variante des martinis, Cape Codder (vodka, jus de canneberge, citron vert), Margarita, et Gin Daisy (short drinks avec un alcool fort, sirop de grenadine, jus de citron, soda, et verre à Martini).

## Historique
Une recette baptisée « Cosmopolitan » est publiée dans l'ouvrage « les Pioneers of Mixing at Elite Bars 1903-1933 » de 1934, avec du Gin, du Cointreau, du jus de citron, et du sirop de framboise.
Une version « Stealth Martini » à base de Vodka et de jus de canneberge, est popularisée dans la communauté gay du Massachusetts des années 1960 (le jus de canneberge étant la boisson officielle du Massachusetts).
Il se démocratise aux États-Unis, puis dans le monde entier, dans les années 1970 sous le nom de Cosmopolitan, ou Cosmo, avec un vif succès féminin, à cause entre autres de sa couleur rosé du jus de canneberge, dans son verre à cocktail évasé.
Sa célébrité est accentuée dans les années 1990, par l’héroïne new-yorkaise Carrie Bradshaw (Sarah Jessica Parker) qui en fait son cocktail favori, lorsqu'elle sort avec ses copines dans les bars de New York, dans la série télévisée américaine à succès mondial Sex and the City.

## Préparation
Dans un shaker rempli de quelques glaçons, frapper les ingrédients suivants :
- 4 cl de Vodka aromatisée au citron
- 2 cl de Triple sec (Grand Marnier ou Cointreau)
- 2 cl de jus de canneberge (jus d'airelle)
- 1 cl de jus de citron vert
- Servir dans un verre à Martini Dry (en forme de cône)
- Garnir d'un Peel d'orange (peau d'orange), et d'une tranche de citron vert

## Variantes
Il existe de très nombreuses variantes du Cosmopolitan, dont :
- Crantini : vodka et canneberge
- Cosmopolitain à la pêche, avec du Schnaps à la pêche à la place du triple sec, et un jus de pêche à la place du jus de canneberge.
- Blue Cosmo ou Blue Lagoon : le triple sec y est remplacé par du Curaçao bleu, et le jus de canneberge rouge par un jus de canneberge blanc.

## Culture populaire
Son nom fait référence au Cosmopolitisme Universel.
Ce cocktail est également un classique de la culture russe, en tant que cocktail à base de vodka.
Depuis 2004, la série télévisée Sex and the City redonne un coup de popularité à ce cocktail qui y est dégusté fréquemment par les héroïnes. Les fans de la série et de ce cocktail, ont créé le « Cosmopolitan Day », qui aura lieu chaque année le dernier samedi du mois de mai. Cette date fait référence à la première diffusion du premier épisode de la série télévisée Sex and the City à la télévision.[réf. nécessaire]
Dans l'épisode 9 de la saison 3 de la série Le Bureau des Légendes, Prune, la fille de Malotru, commande un Cosmo dans le bar où son père lui a donné rendez-vous.